# 新格里戈里夫卡 (弗倫濟夫卡區)
47°17′52″N 29°54′20″E / 47.29778°N 29.90556°E
新赫里霍里夫卡（烏克蘭語：Нова Григорівка）是位於烏克蘭西南部的村莊，由敖德萨州羅茲季利納區的扎季什希亞市鎮負責管轄。該村始建於1965年，面積0.36平方公里，海拔高度151米，2001年人口54，人口密度每平方公里150人。